# Stadion im. Aldo Drosiny
Stadion im. Aldo Drosiny – wielofunkcyjny stadion znajdujący się w Chorwacji, w miejscowości Pula. Na tym stadionie swoje mecze rozgrywa miejscowa drużyna piłkarska NK Pula. Stadion może pomieścić ok. 9000 widzów.